# Orianthi Panagaris

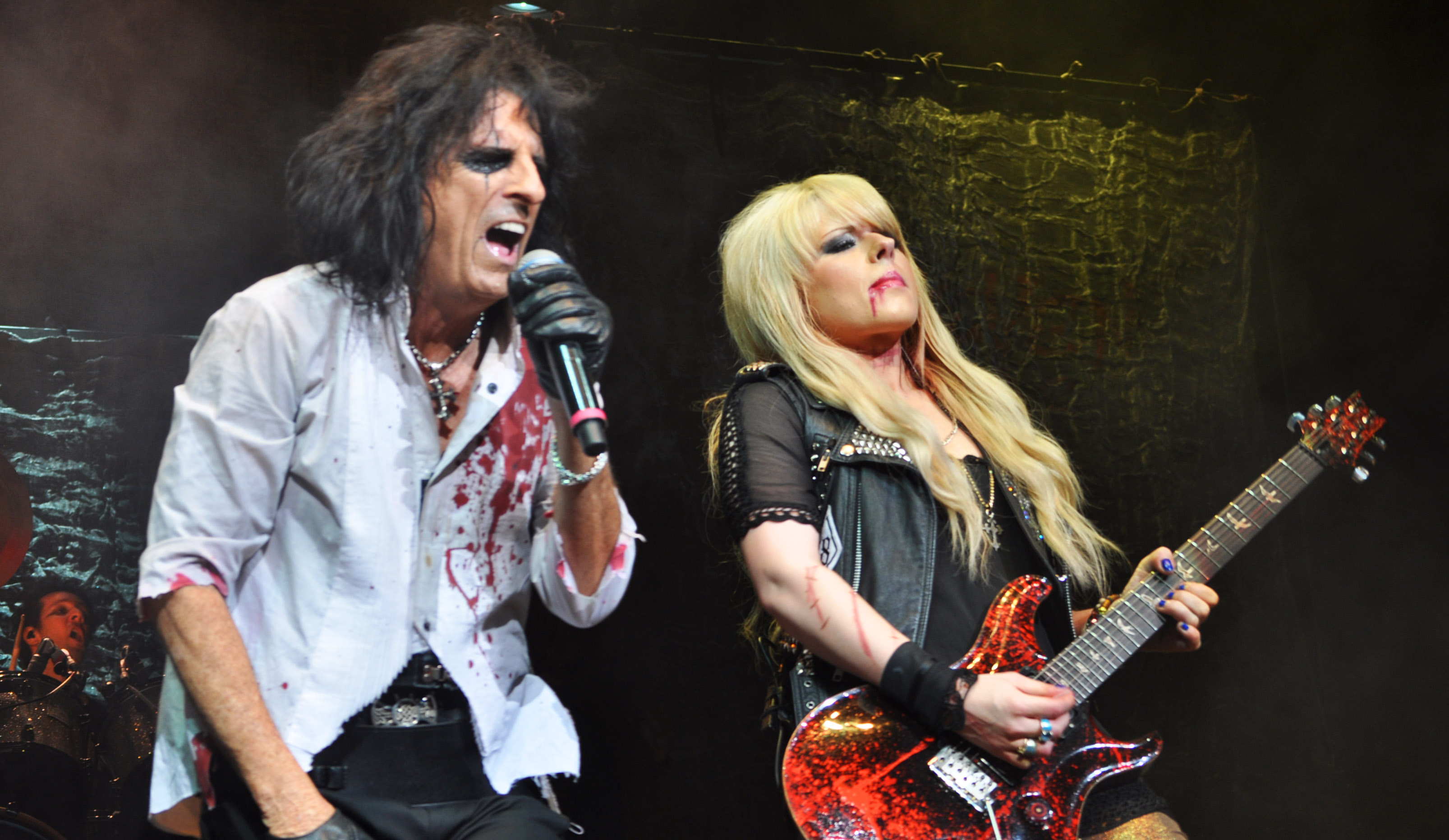
Orianthi Panagaris avec Alice Cooper à Rennes en 2011.

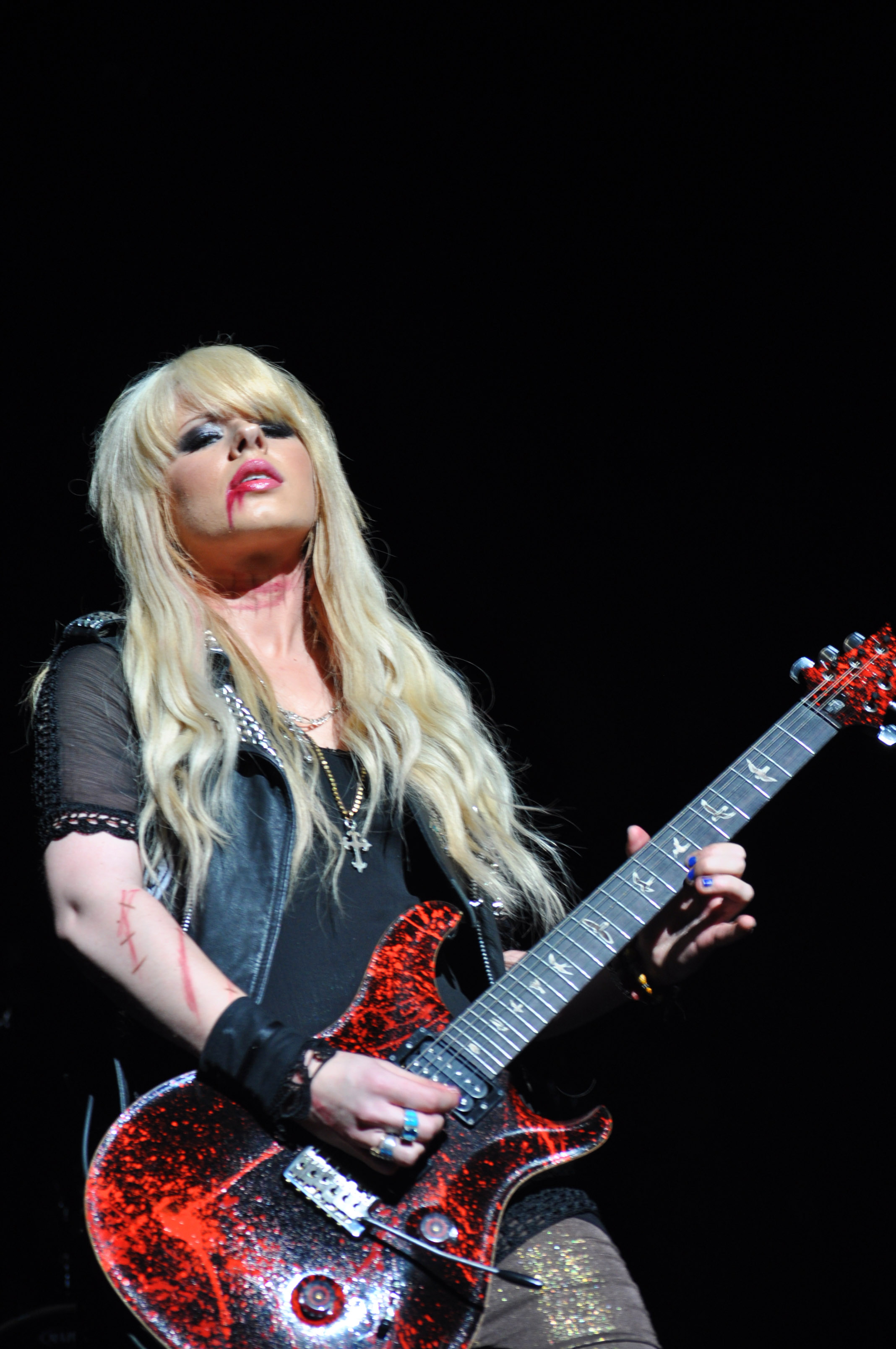
Orianthi Panagaris avec Alice Cooper, Rennes en 2011.

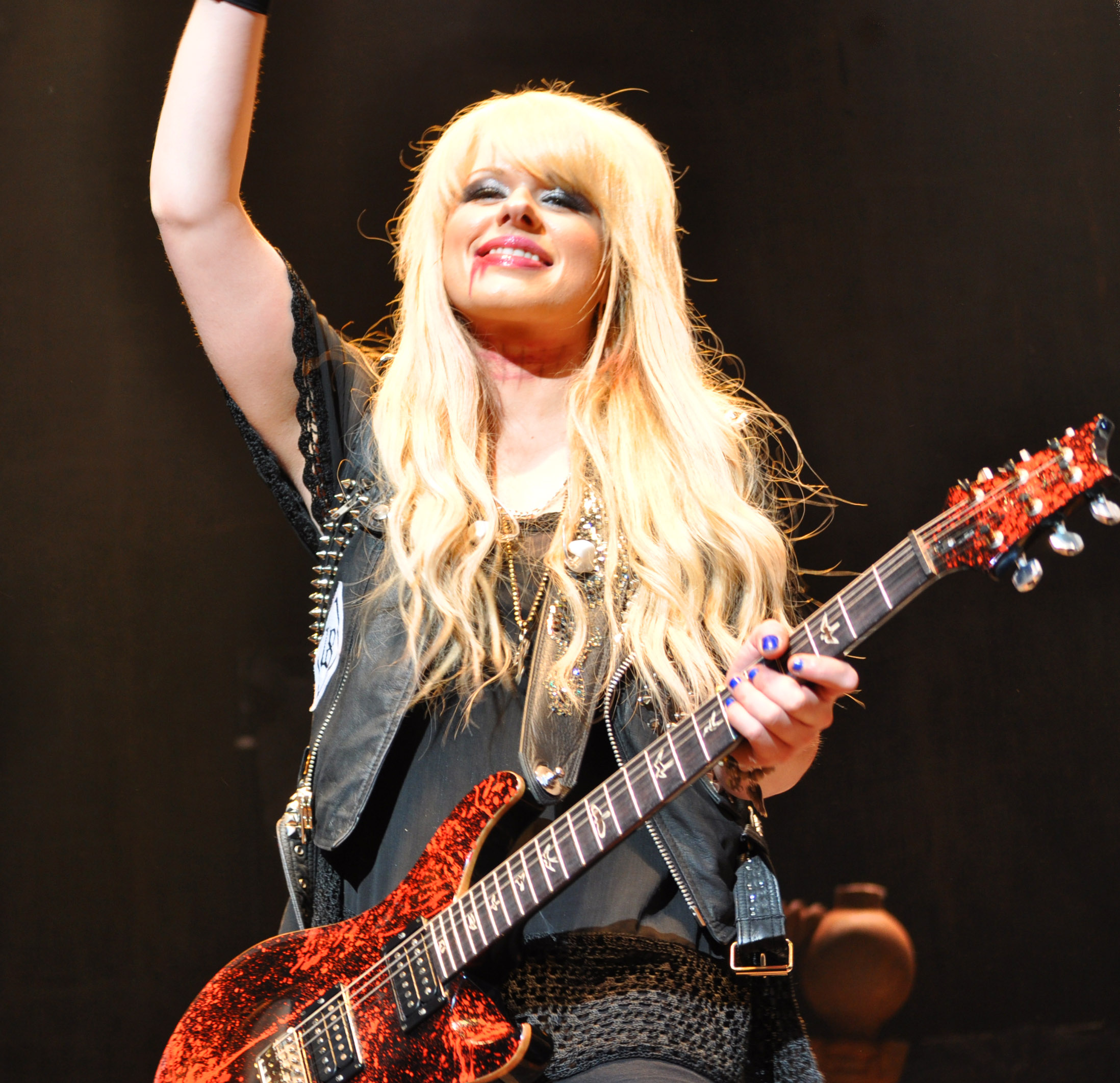
Orianthi Panagaris avec Alice Cooper, en concert à Rennes en 2011.

Orianthi Panagaris ou Orianthi, née le 22 janvier 1985 à Adélaïde est une guitariste de nationalités britannique et australienne. Son style est souvent comparé à celui d'autres virtuoses tels Joe Satriani, Steve Vai, Eddie Van Halen ou Carlos Santana. Orianthi a été la guitariste de Michael Jackson lors de la préparation de sa tournée This Is It qui n'a pas eu lieu à cause de la mort du chanteur.

## Biographie
D'origine grecque et anglaise, Orianthi est née à Adélaïde, en Australie,,,. Elle apprend à jouer de la guitare acoustique à six ans grâce à son père lui-même guitariste, puis de la guitare électrique aux alentours de dix ans. À partir de 14 ans, elle joue dans plusieurs groupes différents en Angleterre et en France. Elle quitte l'école à 15 ans pour se concentrer sur la composition et la scène. Son premier spectacle a été un event pour Steve Vai, son premier vrai soutien, à l'âge de 15 ans. Orianthi rencontre Carlos Santana à 18 ans lorsqu'il lui demande si elle souhaite le rejoindre sur scène lors d'un de ses shows. Elle signe avec Geffen Records à la fin 2006 et a conclu un contrat avec 19SMEntertainment en 2007,. Elle vit actuellement aux États-Unis et en Asie.
Orianthi a joué avec Prince, a fait un clip vidéo pour Panasonic HD, a joué lors de l’Eric Clapton Crossroads Guitar Festival, et a été nommée parmi les douze meilleures guitaristes électriques féminines[réf. nécessaire]. Elle est également apparue aux 51e Grammy Awards annuel comme guitariste principale de Carrie Underwood,,,.
En 2009, Orianthi a également été la guitariste principale de Michael Jackson et a été présente sur toutes les répétitions de la tournée This Is It,,. En ce qui concerne le fait d'avoir été choisie par Michael Jackson, elle a déclaré :

« Je ne sais pas exactement pourquoi il est venu me chercher, mais il a regardé mes vidéos sur YouTube et les a aimées. Il avait le choix de joueurs de guitare, mais je suis arrivée et j'ai joué le solo de Beat It pour lui. Après, il était si heureux qu'il s'est levé, a saisi mon bras et a commencé à marcher le long de la scène avec moi. Il a dit : « Pouvez-vous jouer une fois pour moi ? » Il m'a engagée cette nuit-là. J'aimerais qu'il soit encore là. Il m'a fait croire encore plus en moi-même et j'ai beaucoup appris. Une fois engagée, j'ai pensé qu'il me faudrait surtout jouer des solos de guitare. Mais il s'agissait en majorité de jouer des accords et des rythmes funky. »

Elle a joué et chanté lors de la cérémonie d'adieu à Michael Jackson au Staples Center le 7 juillet 2009. Elle apparaît dans le film Michael Jackson's This Is It, qui décrit les répétitions de la tournée.
L'une de ses chansons, Suffocated, de l'album Believe, apparaît dans les morceaux jouables du jeu Guitar Hero Warriors of Rock paru en 2010.
Fin août 2011, Alice Cooper, avec qui elle avait déjà joué à l'occasion de l'émission télévisée American Idol en 2010, annonce son arrivée dans son groupe en remplacement de Damon Johnson à compter d'une tournée débutant le 22 septembre en Nouvelle-Zélande. En 2012 elle réalise un duo avec Dave Stewart (ex-membre du groupe Eurythmics) avec le single Girl in a catsuit.
En 2014, Orianthi se joint à la tournée du guitariste Richie Sambora pour sa tournée européenne.
En juin 2014, Orianthi quitte officiellement le groupe Alice Cooper, remplacée par la guitariste Nita Strauss.

## Discographie

### Solo
- 1999 : Under the Influence
- 2007 : Violet Journey
- 2009 : Believe
- 2010 : Believe 2
- 2013 : Heaven in this hell
- 2020 : O
- 2025 : Some Kind of Feeling

## Filmographie
- 2009 : Michael Jackson's This Is It (Guitariste principale)